# Grupo de Estados contra a Corrupção

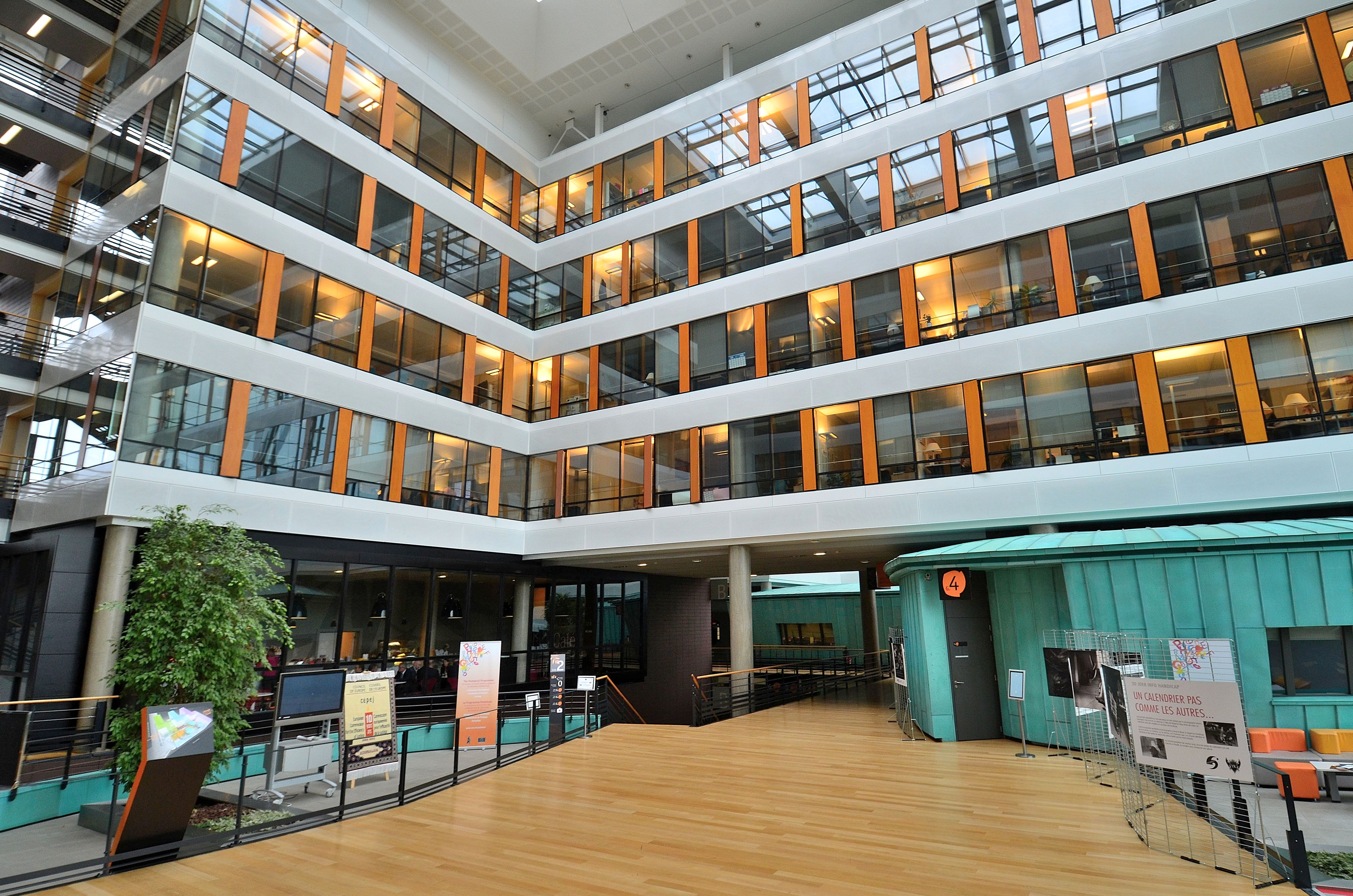
Edifício Agora do Conselho da Europa, sede do Secretariado do GRECO

O Grupo de Estados contra a Corrupção (em francês: groupe d'États contre la corruption, GRECO) é o órgão de monitoramento anticorrupção do Conselho da Europa, com sede em Estrasburgo (França). Foi estabelecido em 1999 como um acordo parcial ampliado por 17 Estados membros do Conselho da Europa.
O GRECO, que também está aberto a Estados não europeus, atualmente tem 49 membros (47 Estados europeus, Cazaquistão e os Estados Unidos da América). Desde agosto de 2010, todos os membros do Conselho da Europa fazem parte do GRECO. A adesão ao GRECO não se limita a Estados membros do Conselho da Europa; qualquer Estado que tenha participado da elaboração do acordo parcial ampliado pode aderir notificando o Secretário-Geral do Conselho da Europa. Além disso, qualquer Estado que se torne parte das Convenções do Conselho da Europa sobre Direito Penal ou Civil relativas à Corrupção adere automaticamente ao GRECO e a seus procedimentos de avaliação. Embora todos os seus Estados membros façam parte do GRECO, a própria União Europeia não é membro, mas tornou-se observadora em 2019. Em maio de 2024, o GRECO pediu às instituições da União Europeia que se tornassem membros plenos, com o presidente do GRECO afirmando que "é uma questão de vontade".
O Secretariado do GRECO está localizado no edifício "Agora" do Conselho da Europa, concluído em 2008.
Das recomendações do GRECO de 2019, Sérvia, Turquia e Eslováquia não implementaram nenhuma integralmente, enquanto a Noruega obteve a melhor pontuação. As recomendações relacionadas à redução da corrupção entre parlamentares foram as menos implementadas (27%). O presidente do GRECO afirmou em um comunicado de imprensa: "Isso explica, em grande parte, por que a confiança das pessoas na política é muito baixa e será ainda menor se os políticos não reforçarem seu compromisso com os padrões de integridade".

## Propósito
O objetivo do GRECO é melhorar a capacidade de seus membros de combater a corrupção, monitorando sua conformidade com os padrões anticorrupção do Conselho da Europa por meio de um processo dinâmico de avaliação mútua e pressão entre pares. Ele ajuda a identificar deficiências nas políticas nacionais anticorrupção, com o objetivo de incentivar as reformas legislativas, institucionais e práticas necessárias. O GRECO não tem mandato para medir a ocorrência de práticas corruptas em seus Estados-membros individuais. Outras organizações ou órgãos estão melhor equipados para lidar com essa questão importante. Um exemplo amplamente conhecido é a Transparency International (TI), que publica anualmente o Índice de Percepção da Corrupção (CPI) — classificando mais de 150 países de acordo com os níveis percebidos de corrupção, conforme determinado por avaliações de especialistas, pesquisas de opinião e outros relatórios especializados, como o Barômetro Global da Corrupção e o Índice de Pagadores de Suborno.
A OCDE, as Nações Unidas, a ICPO-Interpol, o Banco Europeu para a Reconstrução e o Desenvolvimento (BERD) e o Banco Mundial estiveram associados ao trabalho preparatório que levou à criação do GRECO. A necessidade de mecanismos de monitoramento eficientes nessa área foi amplamente aceita por essas organizações, que contribuíram para as discussões realizadas sob a égide do Conselho da Europa, culminando na criação do GRECO.
O monitoramento do GRECO compreende um procedimento de avaliação baseado principalmente em informações coletadas por meio de questionários e visitas in loco, além de um procedimento de conformidade destinado a avaliar as medidas posteriormente adotadas por seus membros para implementar as recomendações decorrentes das avaliações do GRECO. As visitas in loco incluem reuniões com diversos interlocutores, como autoridades governamentais, representantes da sociedade civil, acadêmicos, entre outros.

## Temas e disposições sujeitas à avaliação mútua
Os temas e disposições a serem avaliados em uma rodada de avaliação são decididos pelo GRECO. Os membros devem implementar as recomendações emitidas pelo GRECO dentro de um período de 18 meses. O procedimento de conformidade subsequente avalia a implementação de cada recomendação individual e estabelece uma avaliação geral do nível de conformidade de um membro.
A Primeira Rodada de Avaliação do GRECO (2000–2002) tratou de disposições específicas dos Vinte Princípios Orientadores para o Combate à Corrupção: independência, especialização, meios e recursos dos órgãos nacionais envolvidos na prevenção e no combate à corrupção, bem como a extensão e o alcance das imunidades concedidas a certas categorias de titulares de cargos públicos e/ou representantes eleitos em relação à investigação, acusação e julgamento de delitos de corrupção.
A Segunda Rodada de Avaliação (2003-2006) tratou de temas baseados em disposições específicas dos Vinte Princípios Orientadores e de disposições associadas à Convenção de Direito Penal sobre a Corrupção (ETS 173): identificação, apreensão e confisco de produtos da corrupção, políticas e mecanismos anticorrupção na administração pública, prevenção do uso de pessoas jurídicas como fachada para a corrupção, legislação fiscal e financeira para combater a corrupção, vínculos entre corrupção, crime organizado e lavagem de dinheiro.
Qualquer membro que tenha ingressado no GRECO após o encerramento da Primeira Rodada de Avaliação (ou seja, a partir de 2003) está sujeito a uma avaliação conjunta dos temas da Primeira e da Segunda Rodada.
A Terceira Rodada de Avaliação, em andamento desde 1º de janeiro de 2007, abrange dois campos distintos:
- a transposição para a legislação e a prática nacionais das incriminações previstas na Convenção de Direito Penal sobre a Corrupção (ETS 173);
- a transparência do financiamento de partidos políticos, conforme estabelecido em vários artigos da Recomendação Rec(2003)4 sobre Regras Comuns contra a Corrupção no Financiamento de Partidos Políticos e Campanhas Eleitorais e, de maneira mais geral, no Princípio Orientador 15 (ou seja, "incentivar a adoção, por representantes eleitos, de códigos de conduta e promover regras para o financiamento de partidos políticos e campanhas eleitorais que desencorajem a corrupção"), conforme estabelecido nos Vinte Princípios Orientadores para o Combate à Corrupção.

A atual Quarta Rodada de Avaliação do GRECO, iniciada em 1º de janeiro de 2012, trata da prevenção da corrupção em relação a parlamentares, juízes e promotores. As principais questões abordadas em relação a todas as pessoas/funções analisadas incluem:
- princípios éticos, regras de conduta e conflitos de interesse;
- proibição ou restrição de certas atividades;
- declaração de bens, rendimentos, passivos e interesses;
- aplicação das regras vigentes;
- conscientização.

No que diz respeito às assembleias parlamentares, a avaliação foca nos membros dos Parlamentos nacionais, incluindo todas as câmaras parlamentares, independentemente de os parlamentares serem nomeados ou eleitos. Em relação ao Judiciário e a outros atores do processo judicial e pré-judicial, a avaliação foca nos promotores e nos juízes, tanto profissionais quanto leigos, independentemente do tipo de tribunal em que atuam, desde que estejam sujeitos às leis e regulamentos nacionais.
Em 20 de março de 2017, o GRECO lançou sua Quinta Rodada de Avaliação, que se concentra em "Prevenção da corrupção e promoção da integridade nos governos centrais (funções executivas de alto nível) e nas agências de aplicação da lei". Nesta nova rodada de avaliação, o GRECO monitorará as medidas que os Estados têm para prevenir e combater a corrupção em funções como chefes de Estado, chefes de governo central, membros do governo central (por exemplo, ministros), bem como outros nomeados políticos que exercem funções executivas de alto nível, como vice-ministros, secretários de Estado, chefes e membros do gabinete privado de um ministro e altos funcionários políticos. Em relação a essas funções, o GRECO analisará questões como conflitos de interesse, "porta giratória", declaração de bens e mecanismos de responsabilização.
Em 2025, o GRECO lançará sua Sexta Rodada de Avaliação, focada na prevenção da corrupção e na promoção da integridade nas autoridades locais e regionais.

## Aspectos práticos das avaliações do GRECO
No início de cada Rodada de Avaliação, o GRECO adota questionários com diretrizes e um cronograma provisório para as avaliações. Os membros designam um máximo de cinco avaliadores para cada Rodada de Avaliação. O perfil dos avaliadores é determinado pelo escopo temático de cada rodada. As principais etapas do procedimento de avaliação são descritas na tabela abaixo.
| Processo de avaliação | |
| ETAPA 1               | Uma primeira análise da situação em um Estado-membro é realizada pelo Secretariado com base nas respostas aos questionários. |
| ETAPA 2               | Uma Equipe de Avaliação, com o apoio de um membro do Secretariado, realiza uma visita de avaliação in loco (de até 5 dias), durante a qual mais informações são coletadas por meio de discussões de alto nível com atores-chave do país avaliado; a visita também inclui reuniões com representantes da sociedade civil (ONGs, mídia, organizações profissionais, etc.). |
| ETAPA 3               | Os membros da Equipe de Avaliação apresentam suas contribuições individuais por escrito para o rascunho do Relatório de Avaliação, incluindo propostas de recomendações, e um primeiro rascunho do Relatório de Avaliação é preparado pelo Secretariado e submetido à Equipe de Avaliação para comentários.                                                              |
| ETAPA 4               | Um segundo rascunho é então elaborado pelo Secretariado e enviado ao Estado-membro avaliado para comentários. |
| ETAPA 5               | O Secretariado consulta a Equipe de Avaliação sobre os comentários feitos pelo Estado-membro. Se houver divergências entre as opiniões dos avaliadores, busca-se uma solução negociada; se necessário, é organizada uma reunião de coordenação entre os representantes nacionais, a Equipe de Avaliação e o Secretariado.                                                |
| ETAPA 6               | Um terceiro rascunho é então enviado a todos os membros do GRECO. |
| ETAPA 7               | Os rascunhos dos relatórios de avaliação são examinados pelo GRECO durante suas reuniões plenárias, e um rascunho revisado, contendo quaisquer alterações exigidas pelo debate, é preparado para uma segunda leitura antes de sua adoção pelo plenário. |
| ETAPA 8               | Os relatórios adotados são publicados com a autorização do país em questão. |

No geral, as diversas etapas do procedimento de conformidade são semelhantes às descritas acima. Um elemento-chave do procedimento é o chamado Relatório de Situação, elaborado pelo Estado-membro em questão, que deve ser submetido 18 meses após a adoção do Relatório de Avaliação correspondente. Com base no Relatório de Situação, é elaborado um Relatório de Conformidade, que avalia o nível de implementação de cada recomendação emitida pelo GRECO no Relatório de Avaliação. A avaliação pode levar a três possíveis conclusões, a saber:
- a recomendação foi implementada satisfatoriamente ou tratada de maneira satisfatória;
- a recomendação foi parcialmente implementada;
- a recomendação não foi implementada.

Os membros devem relatar ao GRECO as ações tomadas para lidar com recomendações parcialmente ou não implementadas dentro de um novo prazo de 18 meses. As informações adicionais submetidas são analisadas pelo GRECO e resultam na adoção de um Adendo ao Relatório de Conformidade correspondente. A adoção do Adendo geralmente encerra o procedimento de conformidade em relação ao país avaliado.
Todas as informações relativas aos procedimentos de avaliação e conformidade são confidenciais. No entanto, é prática comum os membros autorizarem a publicação dos Relatórios de Avaliação e de Conformidade, geralmente pouco depois de sua adoção pelo plenário.
Os relatórios (Relatórios de Avaliação, Relatórios de Conformidade e Adendos aos Relatórios de Conformidade) referentes às Primeira, Segunda, Terceira e Quarta rodadas de avaliação são disponibilizados online na parte pública do site do GRECO, assim que a autorização para publicação é concedida pelo Estado-membro em questão.

## Pontos fortes do processo do GRECO
A experiência adquirida no contexto do processo do GRECO sugere que, idealmente, as avaliações devem ter um escopo limitado, com decisões claras sobre a relevância de determinados temas e subtemas; as questões-chave precisam ser cuidadosamente formuladas. As avaliações também devem ser baseadas em padrões claros e identificáveis.
Uma das lições mais importantes aprendidas pelo GRECO ao longo de seus anos de funcionamento é que a coleta de informações de primeira mão durante as visitas de avaliação in loco (uma característica fundamental do modus operandi do GRECO) contribui significativamente para a qualidade das avaliações. As visitas in loco são um grande diferencial para a credibilidade de todo o processo, pois permitem que as equipes de avaliação realizem discussões detalhadas com atores-chave do país avaliado (incluindo representantes da sociedade civil), solicitem informações adicionais no momento da visita e esclareçam questões frequentemente ambíguas e controversas.
As visitas in loco também têm o potencial de agregar valor à "mera" avaliação da legislação. Questões relacionadas à interpretação de determinados conceitos jurídicos relevantes para o crime de corrupção (por exemplo, "vantagem indevida", "violação de dever"), a jurisprudência decorrente desses conceitos, bem como os desafios envolvidos na aplicação adequada da legislação analisada, não podem ser devidamente abordadas sem a possibilidade de discutir esses assuntos com profissionais do direito do próprio país.